# 23220 Єлмайклс
23220 Єлмайклс (23220 Yalemichaels) — астероїд головного поясу, відкритий 1 листопада 2000 року.
Тіссеранів параметр щодо Юпітера — 3,397.